# Isak Mackey
Isak Mackey, född 1610 i Skottland, död 13 mars 1692 i Hammarby Bruk, Ovansjö,  var brukspatron och ägde under några år bruken Gästrike Hammarby i Ovansjö socken och Gammelstilla i Torsåkers socken. År 2017 uppkallade Gammelstilla Whisky AB sin första utgåva till Isak Mackey.